# Sly (växt)
Sly  är bestånd av tät och gänglig växtlighet med buskar eller unga lövträd, som brukar växa på ohävdade betesmarker och slåtterängar. Mindre inslag av risartade växter och buskar som hallon, nypon, björnbär men även gran, tall och en kan förekomma.